# 2008 LD18
2008 LD18, também escrito como 2008 LD18, é um objeto transnetuniano que está localizado no Cinturão de Kuiper, uma região do Sistema Solar. Ele possui uma magnitude absoluta de 8,3 e tem um diâmetro estimado com 96 km.

## Descoberta
2008 LD18 foi descoberto no dia 7 de junho de 2008 S. S. Sheppard e C. A. Trujillo.

## Órbita
A órbita de 2008 LD18 tem uma excentricidade de 0,305 e possui um semieixo maior de 40,226 UA. O seu periélio leva o mesmo a uma distância de 27,966 UA em relação ao Sol e seu afélio a 52,485 UA.